# Laboratoire Ondes et Matière d'Aquitaine
Le  Laboratoire Ondes et Matière d'Aquitaine (LOMA), anciennement CPMOH (Centre de physique moléculaire optique et hertzienne), est un laboratoire de recherche en physique fondamentale et appliquée de l'université de Bordeaux (université Bordeaux-I avant 2014) et du CNRS (UMR 5798).
Créé en 1979, il est formé actuellement d’une centaine de personnes (environ 40 enseignants-chercheurs, 15 chercheurs CNRS, vingt personnels techniques et administratifs et, en moyenne, 25 étudiants en thèse).
Fortement soutenue par la région Aquitaine, son activité, initialement centrée sur les lasers, l’optique non linéaire, la spectroscopie linéaire et non linéaire, et la matière dense s’est diversifiée et renforcée ces dernières années, notamment vers les nanosciences, la biologie et la physique théorique. Cette évolution s’est accompagnée d’une large ouverture vers les applications et la valorisation de ses recherches et compétences, qui se traduit par de nombreuses collaborations avec des industriels et des grands organismes publics ou parapublics.
Le CPMOH c’est aussi une des plates-formes lasers les plus importantes au niveau national comme au niveau européen. Avec une dizaine de sources lasers à impulsions courtes (femtosecondes), plusieurs systèmes lasers picosecondes, nanosecondes ou continus, et de nombreux dispositifs d’études optiques associés à ces lasers (interférométrie femtoseconde, spectroscopie "pompe-sonde" résolue en temps, CARS, spectroscopies non-linéaires femtosecondes, Raman de surface, spectroscopie de molécule unique, Ellipsométrie de surface, etc.), il dispose d’un potentiel très important pour l’étude de la matière.
Très interdisciplinaires, à l’interface physique-chimie (recherches dans les domaines des nanomatériaux et de la matière molle, par exemple) ou physique-biologie, la plupart des axes de recherches du CPMOH se sont développés en forte collaboration avec d’autres laboratoires.
Les collaborations sont également très développées au niveau national et international.

## Définition de la physique moléculaire
La physique moléculaire est l'étude des propriétés physiques des molécules et des liaisons chimiques entre atomes qui les lient.
Ses techniques expérimentales les plus importantes concernent les divers types de spectroscopie.
Ce champ est étroitement lié à la physique atomique et les chevauchements avec la chimie théorique et la chimie physique sont importants.
Outre l'excitation électronique des états des atomes qui sont connus, les molécules sont en mesure de tourner et de vibrer. Ces rotations et vibrations sont quantifiées, il y a différents niveaux d'énergie.
Dès la plus petite énergie rotationnelle il existe des différences entre les différents états, par conséquent certaines rotations sont dans l'extrême infrarouge (environ 30 - 150 µm onde) du spectre électromagnétique.
Certaines vibrations du spectre sont dans le proche infrarouge (environ 1 - 5 µm) et les spectres résultant de transitions électroniques sont principalement dans le visible et ultraviolet.
Certaines propriétés vibrationnelles du spectre de molécules comme la distance entre les noyaux peut être calculée.
La théorie orbitale dans le domaine de la physique atomique s'étend à celui de la physique moléculaire. Source : Molecular physics (site en anglais).

## Thèmes de recherche
L'activité de recherche du LOMA se regroupe en trois principales thématiques de recherches, chacune subdivisée en plusieurs groupes travaillant en étroites collaborations. Ces trois grandes thématiques sont : 
- Optique laser et applications
- Nanophysique et systèmes biologiques
- Matière dense, transitions de phase et instabilités

## Activité d'enseignement
Fortement impliqués dans la formation à tous les niveaux universitaires, les personnels enseignants du CPMOH sont associés à l’École Doctorale de Physique de l’Université Bordeaux I.
Ils participent notamment à l'épanouissement du master 2 Recherche laser, matière et nanoscience, ainsi qu'au master 2 professionnel instrumentation et applications industrielles des lasers.